# Cynorkis tristis
Cynorkis tristis är en orkidéart som beskrevs av Jean Marie Bosser. Cynorkis tristis ingår i släktet Cynorkis, och familjen orkidéer. Inga underarter finns listade i Catalogue of Life.